# Butis butis
Butis butis là một loài cá thuộc họ Cá bống đen. Chúng thường được tìm thấy ở Mozambique và Nam Phi.

## Hình ảnh

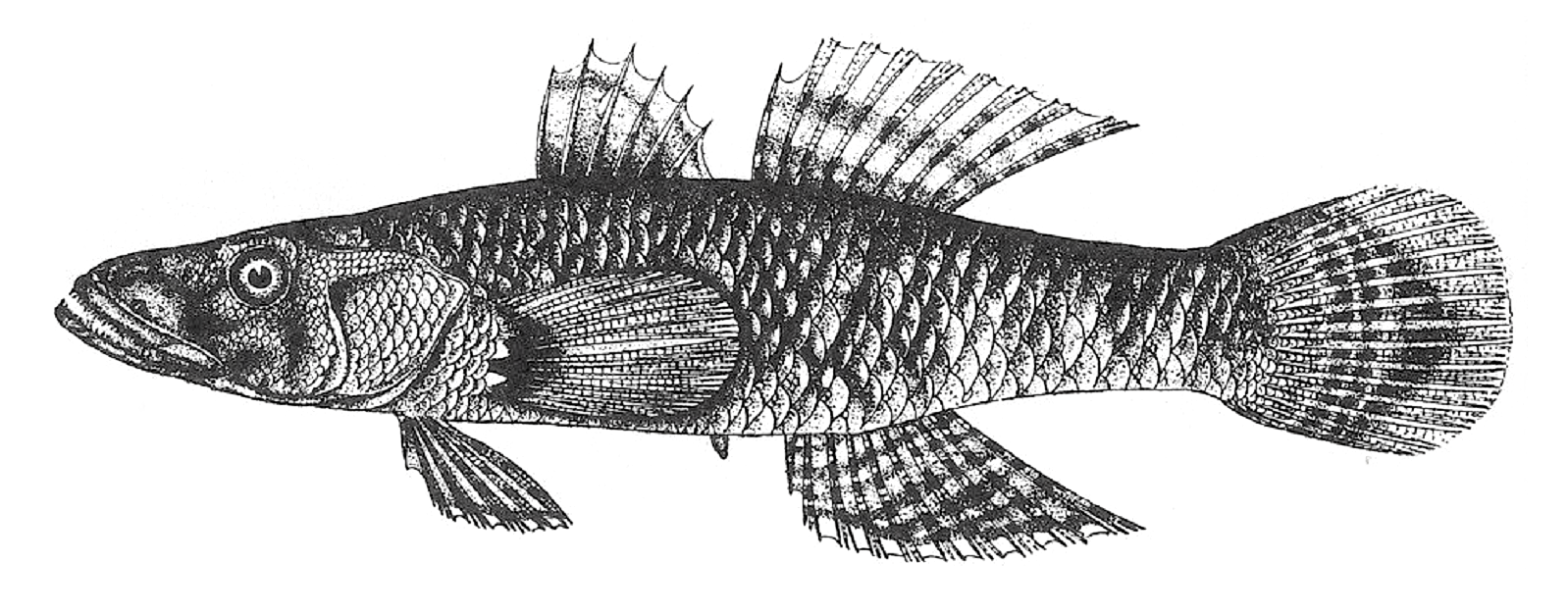
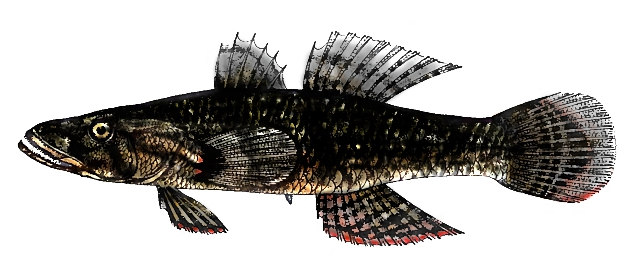
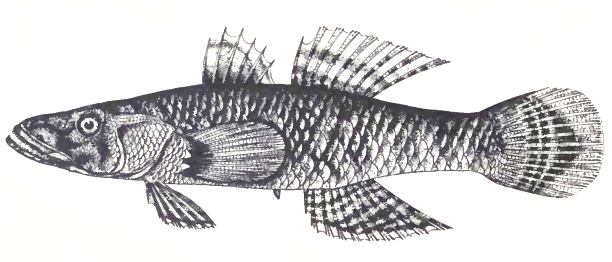